# Maubesi
Maubesi is een bestuurslaag in het regentschap Timor Tengah Utara van de provincie Oost-Nusa Tenggara, Indonesië. Maubesi telt 3007 inwoners (volkstelling 2010).